# Pee-wee Herman
Pee-wee Herman é um personagem fictício criado e interpretado pelo ator e comediante americano Paul Reubens. Ele é mais lembrado por suas duas séries de televisão e pelos dois filmes que estrelou nos anos 80. O personagem infantil Pee-wee foi criado para um show de palco, que rapidamente levou o personagem a um especial da HBO em 1981. Como o desempenho nos palcos ganhou mais popularidade, Reubens levou o personagem para os cinemas em 1985 com Pee-wee's Big Adventure, fazendo sucesso entre as crianças e popularizando o costume de adultos interpretarem  personagens infantis. Com o sucesso do filme, o personagem ganhou seu próprio programa, Pee-wee's Playhouse, que foi exibido de 1986 a 1991 nas manhãs de sábado, pela CBS. O programa fez sucesso e chegou a ganhar um Emmy. Outro filme do personagem, Big Top Pee-wee, foi lançado em 1988.
Devido à atenção negativa da mídia após um escândalo em 1991, Reubens decidiu aposentar seu alter ego em 1992, e então, posteriormente ressuscitá-lo durante a década seguinte. Em junho de 2007, Reubens apareceu pela primeira vez em anos como Pee-wee Herman, na premiação "Guys' Choice Awards", exibida pela Spike TV.
Foi nessa época que Reubens planejou escrever um novo filme do personagem, fato esse que só se concretizaria em 2016, com Pee-wee’s Big Holiday.

## Honras
O personagem Pee-wee Herman recebeu várias honrarias, principalmente durante sua fama no final dos anos 80.

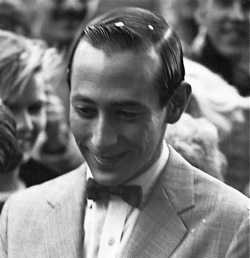
O personagem em 1985 recebendo o Harvard Lampoon's Elmer Award pela conjunto da obra em comédia.

O Pee-wee's Playhouse recebeu 22 indicações ao Emmy Awards. Em 1985, ele ganhou o Harvard Lampoon ' Elmer Award s na categoria apresentador pelo conjunto da obra. Em 1988, Pee-wee Herman foi premiado com uma estrela na Calçada da Fama de Hollywood. Sua estrela pode ser encontrada na 6562 Hollywood Boulevard. Em 2012 no TV Land Awards, ele ganhou o prêmio de cultura pop.

## Na cultura popular
O personagem apareceu em três capas da Rolling Stone, incluindo a edição 493 (fevereiro de 1987), 614 (outubro de 1991; com uma reportagem de capa intitulada "Who Killed Pee-wee Herman?") e finalmente para a edição 619/620 (dezembro de 1991) para o anuário daquele ano.
No filme Vôo do Navegador (1986), dirigido por Randal Kleiser (que mais tarde dirigiria Big Top Pee-wee), a risada característica de Pee-wee  foi usada diversas vezes pelo personagem Max (dublado pelo próprio Reubens).
Logo após a prisão de Reubens em 1991, Jim Carrey se passou por Pee-wee Herman na série de comédia da FOX, In Living Color. Mais tarde, o rapper Eminem imitou Herman na música "Just Lose It", copiando sua risada característica e até se vestindo como o personagem no videoclipe. Eminem mais tarde também mencionou Herman em uma outra canção, "Ass Like That".
Enquanto o personagem Pee-wee ainda não havia  sido (originalmente) destinado ao público infantil (em meados da década de 1980), Reubens começou a formar o melhor modelo possível do personagem, fazendo de seu programa de TV, um show moralmente positivo que se preocupava com as questões raciais, a diversidade, os quatro grupos alimentares e os perigos em se fazer trotes, mas de uma forma que não fosse excessivamente pregada ou pejorativa. Reubens também foi cuidadoso sobre o que deveria ser associado a seu personagem Pee-wee. Sendo um fumante compulsivo, ele fez questão de nunca mais ser fotografado com um cigarro na boca. Ele até se recusou a promover marcas de barras de chocolate e outros tipos de junk food, enquanto tentava desenvolver sua própria marca de cereal integral sem açúcar, o "Pee-Wee Chow", um produto que teria sido produzido pela Ralston Purina, mas que nunca chegou aos mercados,  depois de falhar em um teste experimental.

## Aparições do personagem

### Na televisão
- 1981 - The Pee-wee Herman Show (Especial de TV)
- 1982 - Madame's Place
- 1982 - Lily for President (Especial de TV)
- 1985 - Saturday Night Live
- 1985 - Rock 'n' Wrestling Saturday Spectacular
- 1985 - 42º Globo de Ouro
- 1986–90 - Pee-wee's Playhouse
- 1987 - Pee-wee's Playhouse Christmas Special
- 1987 - 227 (1 episódio)
- 1987 - Dolly (1 episódio)
- 1988 - Sesame Street
- 1991 - MTV Video Music Awards de 1991
- 2007 - Spike Guys' Choice Awards
- 2010 - The Tonight Show with Conan O'Brien
- 2010 - The Tonight Show with Jay Leno (1 episódio)
- 2010 - WWE Raw
- 2010 - Saturday Night Live
- 2010–11 - Late Night with Jimmy Fallon (3 episódios)
- 2011 - The Pee-wee Herman Show on Broadway
- 2011 - WrestleMania XXVII
- 2012 - Top Chef (1 episódio)
- 2012 - 2012 TV Land Awards (Vencedor do Prêmio Cultura Pop)

### Filmes
- 1980 - Cheech & Chong's Next Movie
- 1985 - Pee-wee's Big Adventure
- 1987 - Back to the Beach
- 1988 - Big Top Pee-wee
- 1988 - Moonwalker
- * 2016 - Pee-wee’s Big Holiday (Filme original Netflix)

### Na Internet
- 2010 -  Pee-Wee Gets an iPad! (curta-metragem para o Funny or Die)
- 2010 - Pee-wee Goes to Sturgis (curta-metragem para o Funny or Die)